# Papa Ioan al VII-lea
Papa Ioan al VII-lea (n. 650 d.Hr., Rossano, Provincia Cosenza, Calabria, Italia – d. 22 octombrie 707 d.Hr., Roma, Imperiul Roman de Răsărit) a fost un papă al Romei. A fost ales pe 1 martie 705.
Tatăl său a fost grecul Platon care avea funcția unui administrator imperial la Palatin.
Fiindu-i teamă de împăratul Iustinian al II-lea, a recunoscut indirect deciziile Sinodului Trulanian din 691. Cu langobarzii întreținea relații bune. Mai multe biserici din Roma au fost construite sau restaurate. Biserica Santa Maria Antiqua (din Forul Roman) a fost împodobită cu fresce care, datorită calității lor, sunt de o mare importanță pentru istoria artei.